# Chenarul bălților
Chenarul bălților (Littorella uniflora) este o plantă acvatică  amfibie  perenă din familia plantaginacee răspândită în Europa. În România este găsită în sudul țării prin locuri mlăștinoase inundate, lacuri, șanțuri, pe malul mării.

## Descrierea

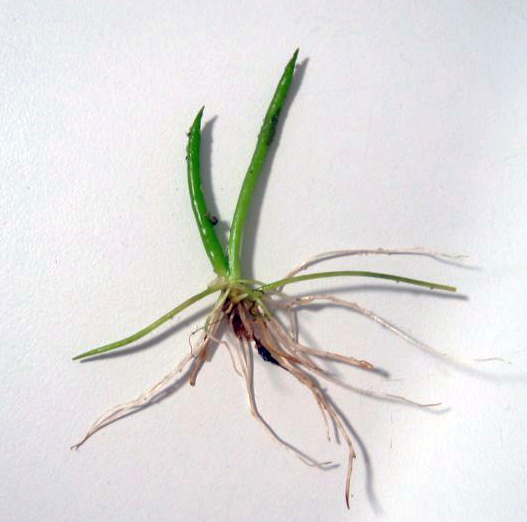

Este o plantă acvatică amfibie, perenă, monoică, mică cu o înălțime de 2-12 cm. Rizomul este scurt, stolonifer (poartă stoloni). Stolonii scurți și subțiri, cu rădăcini și frunze dispuse în rozetă la nodurile. Frunzele simple, grupate în rozetă bazală, liniar subulate, plane, cilindrice sau semicirculare în secțiune, adeseori canaliculate, late de 1-2 mm și lungi de 1-5-10 (-25) cm, vaginate la bază. Scapul mai scurt decât frunzele, rareori, de aceiași lungime. Flori monoice, cu flori unisexuate, mascule și femele, dispuse pe aceeași plantă. Florile mascule sunt solitare, subsesile, dispuse pe un peduncul (scap) subțire, lung de 4 cm, ieșit din subțioara frunzelor bazale, cu caliciu format din 4 sepale, lung de 6-7 mm și corolă cilindrică, cu 4 lacinii;  stamine în număr de 4 cu o lungime de 1-2 cm. Florile femele sunt sesile, dispuse câte 2-3 la baza pedunculului florilor mascule, cu caliciu format din 2-4 (de obicei 3) sepale înguste, libere și o corolă tubuloasă, bilabiată de 4-5 mm; stilul de circa 1 cm. Ovarul este superior, cu 2 loje (2 locular), numai în una din ele se află un ovul bazal. Fructul este o nuculă eliptică cafenie, uscată, indehiscentă, lungă de 2 mm, cu un cioc format din stigmatul persistent. Fructul conține o singură sămânță. Planta înflorește în mai-iunie (mai rar până în septembrie). Cariotipul 2n=24. 

## Răspândirea în România
În Banat, în lungul Dunării; Măcin (județul Tulcea), pe marginea bălților; sporadică în Dobrogea; Munții Retezat, barajul Râul Mare; Lacul Sărat. 